# Kieran Culkin
Kieran Kyle Culkin (ur. 30 września 1982 w Nowym Jorku) – amerykański aktor filmowy i telewizyjny, były aktor dziecięcy.

## Życiorys
Młodość
Urodził się w Nowym Jorku jako jedno z siedmiorga dzieci Patricii Brentrup i Christophera „Kita” Culkina. Ma czterech braci – Macaulaya (ur. 26 sierpnia 1980), Christiana (ur. 30 stycznia 1987), Rory’ego (ur. 21 lipca 1989), Shane’a (ur. 1976) oraz dwie siostry – Quinn (ur. 8 listopada 1984) i Dakotę (1979-2008). Każde z rodzeństwa próbowało sił w aktorstwie. Do bliskiej rodziny należy również ciotka Kierana, aktorka Bonnie Bedelia.
Kariera
Karierę aktorską rozpoczął u boku swojego brata Macaulaya jako kuzyn Kevina, Fuller McCallister, w dwóch amerykańskich hitach kinowych: Kevin sam w domu (Home Alone, 1990) i Kevin sam w Nowym Jorku (Home Alone 2: Lost in New York, 1992). Wystąpił potem na dużym ekranie w filmach: Ojciec panny młodej (Father of the Bride, 1991) i sequelu Ojciec panny młodej II (Father of the Bride Part II, 1995) jako syn George’a Banksa (Steve Martin). Pojawił się także w sitcomie NBC Frasier (1996).
Można go było także oglądać w filmach: Potęga przyjaźni (The Mighty, 1998) z Sharon Stone, Wbrew regułom (The Cider House Rules, 1999) z Tobeyem Maguire’em i Charlize Theron oraz Koncert na 50 serc (Music of the Heart, 1999) Wesa Cravena z Meryl Streep.
Zebrał znakomite recenzje za rolę bystrego i sarkastycznego Jasona „Igby’ego” Slocumba Jr., który dorasta w rodzinie patologicznej w komediodramacie Ucieczka od życia (Igby Goes Down, 2002), otrzymując nagrody krytyków w Beverly Hills i Las Vegas, nagrodę Satelity i zdobył nominację do nagrody Złotego Globu i MTV. 
Zdobywca Oscara za najlepszą rolę drugoplanową w filmie Prawdziwy ból (2024) w reżyserii Jessego Eisenberga.

## Filmografia
- 2026: Igrzyska śmierci: Wschód słońca w dniu dożynek (The Hunger Games: Sunrise on the Reaping) jako Ceasar Flickerman
- 2024: Prawdziwy ból (A Real Pain) jako Benji Kaplan
- 2013: Movie 43 jako Neil
- 2010: Margaret jako Paul
- 2010: The Other Side jako Rupert Pupkin
- 2010: Scott Pilgrim kontra świat jako Wallace Wells
- 2010: Untitled Comedy
- 2009: Paper Man
- 2008: Lymelife jako Jimmy Bartlett
- 2006: Margaret jako Paul
- 2002: Ucieczka od życia (Igby Goes Down) jako Jason 'Igby' Slocumb Jr.
- 2002: Ministranci (The Dangerous Lives of Altar Boys) jako Tim Sullivan
- 2001: Go Fish jako Andy 'Fish' Troutner
- 1999: Cała ona (She's All That) jako Simon Boggs
- 1999: Elfy kontra skrzaty (The Magical Legend of the Leprechauns) Barney Devine
- 1999: Koncert na 50 serc (Music of the Heart) jako 15-letni Lexi
- 1999: Wbrew regułom (The Cider House Rules) jako Buster
- 1998: Potęga przyjaźni (The Mighty) jako Kevin Dillon
- 1996: Frasier (serial TV) jako Jimmy
- 1996: Amanda jako Biddle
- 1995: Ojciec panny młodej II (Father of the Bride Part II) jako Matty Banks
- 1994: It Runs in the Family jako Ralph 'Ralphie' Parker
- 1993: Uciec, ale dokąd? (Nowhere to Run) jako Mookie
- 1992: Kevin sam w Nowym Jorku (Home Alone 2: Lost in New York) Fuller McCallister
- 1991: Tylko samotni (Only the Lonely) jako Patrick Jr
- 1991: Ojciec panny młodej (Father of the Bride) jako Matty Banks
- 1990: Kevin sam w domu (Home Alone) jako Fuller McCallister

## Nagrody
| Rok                                                    | Nagroda                                         | Kategoria                                   | Film                         |
| ------------------------------------------------------ | ----------------------------------------------- | ------------------------------------------- | ---------------------------- |
| 2003                                                   | Nagroda Satelita                                | Najlepszy aktor w filmie dramatycznym       | Ucieczka od życia (2002)     |
| 2019                                                   | Nagroda Satelita                                | Najlepsza obsada w serialu telewizyjnym     | Sukcesja (2018–2023)         |
| 2022                                                   | Nagroda Satelita                                | Najlepsza obsada w serialu telewizyjnym     | Sukcesja (2018–2023)         |
| Screen Actors Guild                                    | Znakomity występ zespołu w serialu dramatycznym |                                             | Sukcesja (2018–2023)         |
| 2023                                                   | Nagroda Primetime Emmy                          | Wybitny główny aktor w serialu dramatycznym | Sukcesja (2018–2023)         |
| 2024                                                   |                                                 |                                             | Sukcesja (2018–2023)         |
| Screen Actors Guild                                    | Znakomity występ zespołu w serialu dramatycznym |                                             | Sukcesja (2018–2023)         |
| Złoty Glob                                             | Najlepszy aktor w serialu dramatycznym          |                                             | Sukcesja (2018–2023)         |
| Nagroda Stowarzyszenia Nowojorskich Krytyków Filmowych | Najlepszy aktor drugoplanowy                    | Prawdziwy ból (2024)                        |                              |
| 2025                                                   | Nagroda KCFCC                                   | Prawdziwy ból (2024)                        | Najlepszy aktor drugoplanowy |
| 2025                                                   | National Board of Review                        | Prawdziwy ból (2024)                        | Najlepszy aktor drugoplanowy |
| 2025                                                   | Złoty Glob                                      | Prawdziwy ból (2024)                        | Najlepszy aktor drugoplanowy |
| 2025                                                   | Nagroda Akademii (Oscar)                        | Prawdziwy ból (2024)                        | Najlepszy aktor drugoplanowy |